# Yolanda Vicente González
Yolanda Vicente González (Sant Sebastià, 1975) és una economista i política basca. Ha estat comptable de l'empresa Andersen Consulting, actualment Serveis Generals de Gestió-Afiliated Computer System of Spain (2001-2002). Militant del PSE-EE, ha estat Tècnic Superior Assessor del Síndic-Defensor Veïnal de l'Ajuntament de Vitòria-Gasteiz (fins a març 2004). Posteriorment ha estat elegida senadora per Àlaba a les eleccions generals espanyoles de 2004 i 2008.